# Ichneumon xanthoceros
Ichneumon xanthoceros là một loài tò vò trong họ Ichneumonidae.